# 이성준 (연출가)
이성준은 MBC 드라마본부의 프로듀서이다.

## 작품

### 방송
| 분류   | 방송사 | 제목                                                | 역할 | 기간            |
| ------ | ------ | --------------------------------------------------- | ---- | --------------- |
| 드라마 | MBC    | MBC 주말연속극 《사랑찬가》                         | 스탭 | 2005년          |
| 드라마 | MBC    | MBC 주말연속극 34부작 《진짜 진짜 좋아해》          | 스탭 | 2006년          |
| 드라마 | MBC    | MBC 수목드라마 4부작 《기적》                       | 스탭 | 2006년          |
| 드라마 | MBC    | MBC 수목드라마 《고맙습니다》                       | 스탭 | 2007년          |
| 드라마 | MBC    | MBC 월화드라마 77부작 《이산》                      | 스탭 | 2007년 ~ 2008년 |
| 드라마 | MBC    | MBC 주말연속극 40부작 《잘했군 잘했어》             | 스탭 | 2009년          |
| 드라마 | MBC    | MBC 주말연속극 31부작 《인연 만들기》               | 연출 | 2009년 ~ 2010년 |
| 드라마 | MBC    | MBC 일요 드라마 극장 《조은지 패밀리》              | 연출 | 2010년          |
| 드라마 | MBC    | MBC 수목드라마 16부작《즐거운 나의 집》             | 연출 | 2010년          |
| 드라마 | MBC    | MBC 월화드라마 32부작 《짝패》                      | 연출 | 2011년          |
| 드라마 | MBC    | MBC 월화드라마 36부작 《계백》                      | 연출 | 2011년          |
| 드라마 | MBC    | MBC 수목드라마 20부작 《해를 품은 달》              | 연출 | 2012년          |
| 드라마 | MBC    | MBC 주말 특별기획 드라마 38부작 《메이퀸》          | 연출 | 2012년          |
| 드라마 | MBC    | MBC 드라마 페스티벌 《햇빛 노인정의 기막힌 장례식》 | 연출 | 2013년          |
| 드라마 | MBC    | MBC 월화드라마 51부작 《기황후》                    | 연출 | 2013년 ~ 2014년 |
| 드라마 | MBC    | MBC 수목 미니시리즈 《밤을 걷는 선비》              | 연출 | 2015년          |